# イズント・シー・グレート
『イズント・シー・グレート』（原題: Isn't She Great）は、アメリカ合衆国、イギリス、ドイツ、日本の映画作品。

## キャスト
| 役名                           | 俳優                         | 日本語吹替 |
| ------------------------------ | ---------------------------- | ---------- |
| ジャクリーン・スザン           | ベット・ミドラー             | 火野カチコ |
| アーヴィング・マンスフィールド | ネイサン・レイン             | 屋良有作   |
| ヘンリー                       | ジョン・クリーズ             | 中村正     |
|                                | サラ・ジェシカ・パーカー     |            |
| フローレンス                   | ストッカード・チャニング     | 小宮和枝   |
| マイケル                       | デヴィッド・ハイド・ピアース | 大塚芳忠   |
|                                | ジョン・ラロケット           |            |
| デビー                         | アマンダ・ピート             | 米倉紀之子 |
|                                | クリストファー・マクドナルド |            |
|                                | ポール・ベネディクト         |            |
|                                | ディナ・スパイビー           |            |
|                                | エレン・デヴィッド           |            |

- その他の日本語吹き替え：秋元羊介／長克巳／島美弥子／久保田民絵／相沢正輝／飯島肇／加藤将之／橘川佳代子